# Magda Šaturová-Seppová
Magda Šaturová-Seppová (1929. július 4. – 2016. szeptember 10.) szlovák eszperantista.

## Életútja
Angol tanulmányainak befejezése után 1953-ban doktori címet szerzett, kiadói szerkesztőként dolgozott egy irodalmi kiadónál, majd a Szlovák Pedagógiai Kiadónál (1955-1987). Tankönyveket és szótárakat szerkesztett, több könyvet írt vagy fordított eszperantó nyelven (Szlovák antológia, 1977, 1980), lexikográfiai és didaktikai problémákról tartott előadásokat, oktatott, verseket írt, eszperantó tanfolyamokat vezetett az Idegen-nyelvek Tanszékén. A pozsonyi Comenius Egyetem és az AIS San Marino tagja. 1990 óta az IKUE országos képviselője. 1987-ben a Szlovák Eszperantó Szövetség ezüstérmmel tüntette ki. 1947 óta az UEA (kezdetben a Nemzetközi Eszperantó Liga) tagja, amelynek 1960 óta nyelvészeti, irodalmi és katolikus küldöttje. 

### Kitüntetései
- Az Eszperantó Világszövetség tiszteletbeli tagja - 2004

## Fordítás
- Ez a szócikk részben vagy egészben  a   Magda Šaturová-Seppová című eszperantó Wikipédia-szócikk ezen változatának fordításán alapul.  Az eredeti cikk szerkesztőit annak laptörténete sorolja fel. Ez a jelzés csupán a megfogalmazás eredetét és a szerzői jogokat jelzi, nem szolgál a cikkben szereplő információk forrásmegjelöléseként.